# Hidalgos
Pour les articles homonymes, voir Hidalgo.
Hidalgos est une série de bande dessinée écrite par Michel Pierret et dessinée par Marco Venanzi et Michel Pierret

## synopsis
Un certain Don Quichotte narre à son serviteur Sancho Panza l'histoire d'un homme, courageux et patient, qui s'appelle Miguel de Cervantes vers la fin du XVIe siècle, en pleine expansion espagnole en guerre contre les Turcs et les barbaresques. 

## Originalité
Outre une documentation précise et des références à de vrais évènements historiques, il y a une double originalité dans l'histoire : 
- c'est le personnage de fiction Don Quichotte qui raconte l'histoire de son créateur Miguel de Cervantes

- On suit deux histoires en parallèle, celles du créateur et du personnage de fiction. Les deux histoires étant démarquées par une différenciation dans les couleurs et les dessins et aussi dans les histoires (l'histoire de Don Quichotte et de Sancho Panza étant plus humoristique).

## Tomes
- Tome 1 Don Miguel (Dessins cosignés par Marco Venanzi); 2003, Editions Glénat
- Tome 2 La Louve de Messine (Dessins cosignés par Marco Venanzi); 2007, Editions Glénat